# Eckerö Shipping
Eckerö Shipping (1990–2001 United Shipping och 2002–2013 Birka Cargo) är ett åländskt rederi inom Eckerökoncernen. Rederiet grundades 1990 och är specialiserat på transport av skogsprodukter, enhetlig last och trailrar. Flottan bestod 2018 av de två ro-ro-fartygen M/S Shipper och M/S Exporter.